# Tell It Like a Woman
 (décembre 2020).
Si vous disposez d'ouvrages ou d'articles de référence ou si vous connaissez des sites web de qualité traitant du thème abordé ici, merci de compléter l'article en donnant les références utiles à sa vérifiabilité et en les liant à la section « Notes et références ».
Pour plus de détails, voir Fiche technique et Distribution.
Tell It Like a Woman est un film à sketches féministe américano-italien réalisé par un groupe diversifié et international de femmes cinéastes et sorti en 2022.
Ce long métrage est composé de sept segments (ou courts métrages) d'histoires dont l'action se déroule partout dans le monde.

## Fiche technique
Sauf indication contraire, les informations mentionnées dans cette section peuvent être confirmées par la base de données cinématographiques IMDb,  présente dans la section « Liens externes ».
- Titre : Tell It Like a Woman[1]
- Titre en Italie : Together Now
- Réalisation : 
  - Silvia Carobbio et Lucia Bulgheroni (Aria)
  - Catherine Hardwicke (Elbows Deep)
  - Taraji P. Henson (Pepcy & Kim)
  - Mipo O (A Week in My Life)
  - Lucía Puenzo (Lagonegro)
  - Maria Sole Tognazzi (Unspoken)
  - Leena Yadav (Sharing a Ride)
- Scénario :
  - Silvia Carobbio et Lucia Bulgheroni (Aria)
  - Catherine Hardwicke (Pepcy & Kim, Elbows Deep)
  - Mipo O (A Week in My Life)
  - Lucía Puenzo, en collaboration avec Tatiana Mereñuk (Lagonegro)
  - Giulia Louise Steigerwalt (Unspoken)
  - Leena Yadav, Shantanu Sagara, Kurpa Ge et Chiara Tilesi (Sharing a Ride)
- Photographie : Aseem Bajaj et Paul M. Sommers
- Montage : Josie Azzam et Anne-Sophie Bion
- Musique : Manels Favre, Andrés Goldstein, Nora Kroll-Rosenbaum, Elena Maro, Gabriele Roberto, Daniel Tarrab et Diane Warren
- Pays d'origine :  États-Unis,  Italie
- Langue originale : anglais
- Format : couleur
- Genre : Drame
- Durée : 112 minutes
- Dates de sortie : 

  - États-Unis : 7 octobre 2022 (sortie limitée)

## Distribution
- Cara Delevingne
- Eva Longoria : Ana
- Marcia Gay Harden
- Leonor Varela : Tala
- Ayesha Harris : Phyllis
- Jacqueline Fernandez : Divya
- Jennifer Hudson : Kim Carter / Pepcy
- Margherita Buy : Diana
- Anne Watanabe : Yuki
- Jennifer Ulrich : Greta
- Katie McGovern : Teresa
- Anjali Lama
- Freddy Drabble : Tony
- Flaminia Sartini : Nora
- Andrea Vergoni : Marco
- Pauletta Washington : Laurie Traynor

## Distinctions

### Nominations
- Oscars 2023 : Diane Warren : Meilleure chanson originale pour Applause